# November 2016
Portal Geschichte | Portal Biografien | Aktuelle Ereignisse | Jahreskalender | Tagesartikel

◄ |
20. Jahrhundert |
21. Jahrhundert

◄ |
1980er |
1990er |
2000er |
2010er
| 2020er | 2030er | 2040er

◄ |
2012 |
2013 |
2014 |
2015 |
2016
| 2017 | 2018 | 2019 | 2020 | ►

◄ |
August 2016 |
September 2016 |
Oktober 2016 |
November 2016 |
Dezember 2016 |
Januar 2017 |
Februar 2017 |
►
Dieser Artikel behandelt tagesbezogene Nachrichten und Ereignisse im November 2016.

## Tagesgeschehen

### Dienstag, 1. November 2016
- Berlin/Deutschland: Die Ministerpräsidentin von Rheinland-Pfalz Maria Luise Dreyer (SPD) tritt ihr Amt als Präsidentin des Bundesrates an.[1]
- Berlin/Deutschland: Das Videoportal YouTube und die GEMA einigen sich nach jahrelangem Rechtsstreit auf die Zahlung eines Umsatzanteils, um die Verbreitung von Musikstücken zu entgelten.[2]
- Frankfurt am Main/Deutschland: Der Fußballspieler Miroslav Klose, dessen Vertrag bei Lazio Rom im Sommer auslief, erklärt das Ende seiner Karriere und fängt eine Ausbildung beim Deutschen Fußball-Bund an, für dessen Nationalmannschaft er 71 Tore in 137 Spielen schoss.[3]
- Genf/Schweiz: Ravina Shamdasani, zuständig bei den Vereinten Nationen für Menschenrechtsfragen, erhebt schwere Vorwürfe gegen alle Kriegsparteien in Syrien und im Irak. In Aleppo würden sowohl die russische und syrische Armee als auch die syrische Opposition Zivilisten töten; in Mossul sollen Kämpfer des Islamischen Staats u. a. Dutzende ehemalige irakische Soldaten und Zivilisten in den Fluss Tigris geworfen haben.[4][5]
- Melekeok/Palau: Bei den Präsidentschaftswahlen erhält Thomas Remengesau junior das Vertrauen der Wähler. Die Parlamentswahlen finden parallel statt.[6]

### Mittwoch, 2. November 2016
- Nürnberg/Deutschland: In der Bundesrepublik gab es nach einer Prognose der Bundesagentur für Arbeit zuletzt 1991 weniger Arbeitslose als 2016. Damals lag der Wert bei 2,6 Millionen Personen, für das laufende Jahr werden 2,72 Millionen geschätzt. Vorbehaltlich der geänderten Erfassungsmethode für die Arbeitslosenstatistik spiegelt sich darin die robuste Konjunktur wider, die z. B. dem Landkreis Freising zu einer Arbeitslosenquote von 1,9 % (Vollbeschäftigung) verhilft.[7][8]
- St. Gallen/Schweiz: Die kürzeste internationale Linien-Flugverbindung von St. Gallen ins deutsche Friedrichshafen startet.[9] Von dort wird die Verbindung der People’s Viennaline nach Köln/Bonn fortgesetzt, aber Passagiere können explizit die Acht-Minuten-Passage von St. Gallen nach Friedrichshafen buchen.

### Donnerstag, 3. November 2016
- Diyarbakır/Türkei: Die Maßnahmen gegen Oppositionskräfte erreichen einen neuen Höhepunkt, als mit Selahattin Demirtaş und Figen Yüksekdağ die Vorsitzenden der „pro-kurdischen“ Demokratischen Volkspartei (HDP) festgenommen werden. Bei der Parlamentswahl 2015 votierten 13,1 % der Stimmberechtigten für die HDP.[10]
- Karatschi/Pakistan: Ein Reisezug fährt mit hoher Geschwindigkeit auf einen weiteren Reisezug auf. Mindestens 19 Menschen kamen bei dem Unfall ums Leben, 50 weitere wurden verletzt.[11]
- Kundus/Afghanistan: In der nordafghanischen Provinz verlieren nach lokalen Angaben mindestens 30 Zivilisten bei Luftangriffen der NATO ihr Leben, 25 weitere werden verletzt.[12]
- London/Vereinigtes Königreich: Die Regierung des Vereinigten Königreichs, die das Volk im Juni über die EU-Mitgliedschaft abstimmen ließ, darf den Austritt aus der EU („Brexit“) nach Art. 50 nicht ohne Zustimmung des britischen Abgeordnetenhauses House of Commons bei der Europäischen Union beantragen. Das Kabinett May will den Volkswillen direkt umsetzen, der High Court of Justice stärkt nun die Rolle der britischen Parlamentarier und verweist auf deren Recht, die Verhandlungsstrategie mitzubestimmen.[13]

### Freitag, 4. November 2016
- Diyarbakır/Türkei: In der Stadt ereignet sich wenige Stunden nach der Verhaftung des Vorsitzenden der HDP (Demokratische Volkspartei) Selahattin Demirtaş eine Explosion vor einem Polizeigebäude, bei der mindestens acht Personen sterben und mehr als hundert weitere verletzt werden.[14]
- Mossul/Irak: Die Streitkräfte des Irak melden die Befreiung von sechs Stadtbezirken aus der Hand des Islamischen Staats.[15]
- Paris/Frankreich: Die Polizei löst ein aus mehreren Tausend Personen bestehendes Migrantencamp im städtischen Raum auf.[16]
- Seoul/Südkorea: Präsidentin Park Geun-hye gesteht ein, dass sie Choi Soon-sil, der in dieser Woche verhafteten Tochter eines schamanistischen Führers, zu viel Einfluss auf ihre Politik gewährt habe. In Südkorea ernennt der Präsident den Regierungschef, und die Opposition verlangt nach Parks Statement den Austausch des Premierministers der Republik Korea zu ihren Gunsten.[17]
- Weltweit: Das Übereinkommen von Paris zum Klimaschutz tritt in Kraft. Es beinhaltet das Zwei-Grad-Ziel.[18]

### Samstag, 5. November 2016

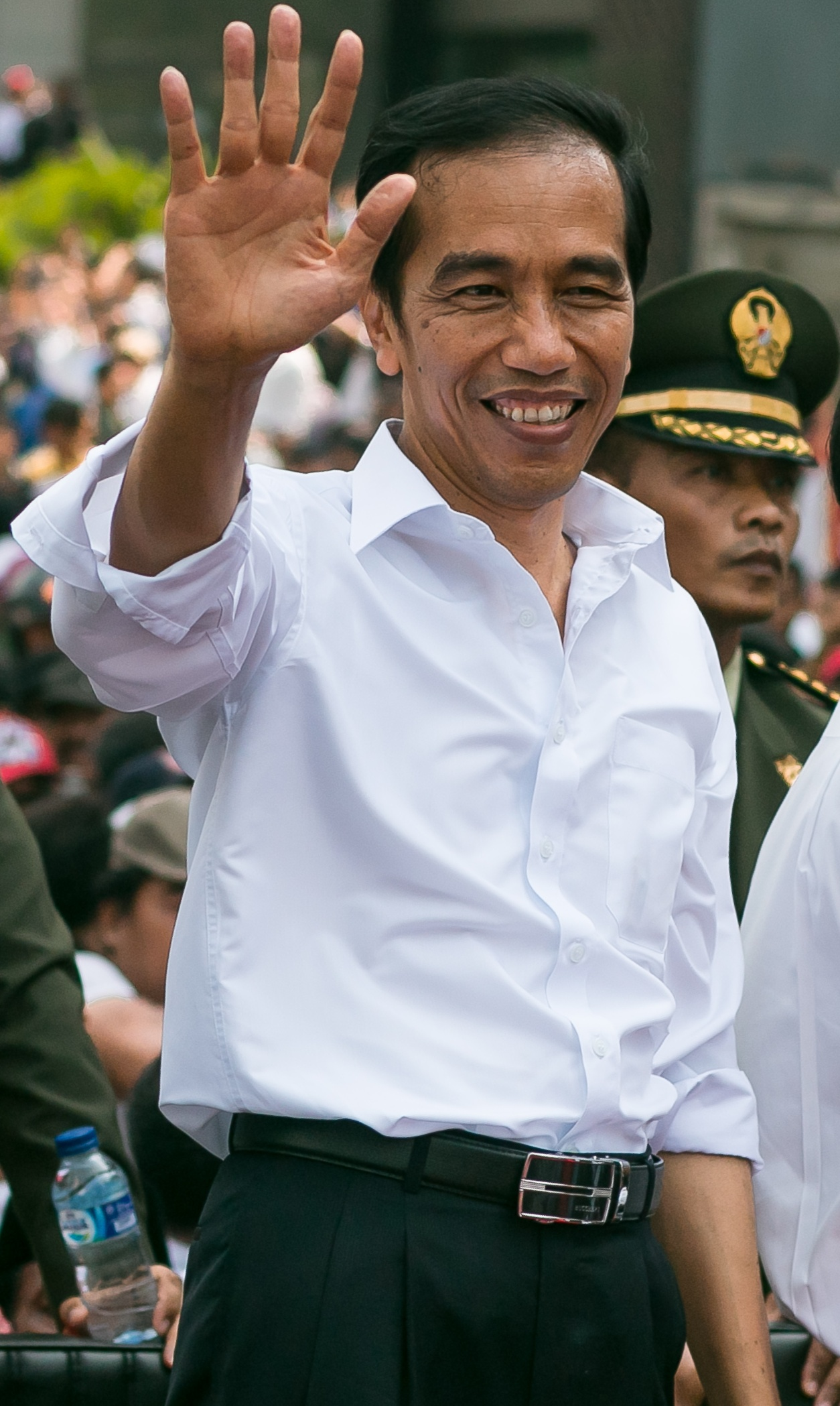
Joko Widodo (2014)

- Jakarta/Indonesien: Nach gewalttätigen Protesten mit mindestens einem Todesopfer sagt Staatspräsident Joko Widodo eine Reise nach Australien ab. Die aufgebrachte Menge wirft ihrem Staatsoberhaupt vor, den Koran beleidigt zu haben.[19]
- Ninawa/Irak: Mindestens 26 Flüchtlinge sterben beim Verlassen der Stadt Mossul, als eine Bombe am Straßenrand explodiert. Die irakischen Behörden sprechen von einem gezielten Anschlag auf Zivilisten.[20]

### Sonntag, 6. November 2016
- Galkayo/Somalia: In der umkämpften Stadt in Zentral-Somalia, die von verschiedenen Milizengruppen beansprucht wird, sterben bei Auseinandersetzungen mindestens 24 Menschen, etwa 80 weitere werden verletzt.[21]
- Hongkong/China: Tausende protestieren gegen die aktuelle Auslegung der chinesisch-britischen Erklärung von 1985, die der Sonderverwaltungszone mit der Maßgabe Ein Land, zwei Systeme weitgehende Autonomie in Aussicht stellte. Es kommt zu Zusammenstößen von Demonstranten und Polizei.[22]
- Managua/Nicaragua: Aus der Präsidentschaftswahl geht der seit 2007 regierende Präsident Daniel Ortega von der Sandinistischen Nationalen Befreiungsfront (FSLN) erneut als Sieger hervor.[23]
- Salah ad-Din/Irak: Bei zwei Autobombenanschlägen in Samarra und Tikrit kommen mindestens 21 Menschen ums Leben.[24]
- Sofia/Bulgarien: Der erste Wahlgang der Präsidentschaftswahlen bringt keine Entscheidung. In einer Stichwahl wird Mitte November entweder Rumen Radew (Sozialisten) oder Zezka Zatschewa (Konservative) zum neuen Staatsoberhaupt gewählt werden.[25]
- Washington, D.C./Vereinigte Staaten: Das FBI teilt dem Kongress der Vereinigten Staaten mit, dass die Sichtung der ihm vorliegenden E-Mails der demokratischen Präsidentschaftskandidatin Hillary Clinton keine Hinweise auf strafbare Handlungen ergab.[26]

### Montag, 7. November 2016
- Delhi, Neu Delhi/Indien: Die Luftqualität zeigt Werte, die über 100 % jenseits der Grenze zur Gesundheitsgefährdung liegen. Der Unterricht in den Schulen fällt für drei Tage aus, Baustellen werden geschlossen.[27]
- Karlsruhe/Deutschland: Generalbundesanwalt Peter Frank nimmt gegen acht Personen der Bürgerwehr Freital (Sachsen) Ermittlungen wegen Bildung einer terroristischen Vereinigung auf. Es besteht der Verdacht, dass unter dem Deckmantel der zivilen Kriminalprävention Gewalttaten gegen Asylbewerber, Ausländer im Allgemeinen und politisch Andersdenkende geplant sind oder ausgeführt wurden.[28]
- Manila/Philippinen: Senatorin Leila de Lima ersucht das Oberste Gericht des Inselstaats, gegen den militanten Anti-Drogen-Kurs des Staatspräsidenten Rodrigo Duterte vorzugehen. Die vielen Todesopfer seien nicht mit den Konventionen des Menschenrechts vereinbar.[29]
- Marrakesch/Marokko: Beginn der 22. UN-Klimakonferenz[30]
- Wien/Österreich: Die Verhandlungen zur Neuregelung des Finanzausgleichs zwischen Bund, Ländern und Gemeinden enden mit dem Ergebnis, dass den Ländern pro Jahr 300 Millionen Euro zusätzlich zur Verfügung gestellt werden. Für die Mehrausgaben in Folge der Flüchtlingskrise ab 2015 sollen Länder und Gemeinden einmalig weitere 125 Millionen Euro erhalten.[31]
- Wien/Österreich: Bei der 17. Verleihung des Nestroy-Theaterpreises werden Sona MacDonald als beste Schauspielerin und Rainer Galke als bester Schauspieler ausgezeichnet.[32]

### Dienstag, 8. November 2016

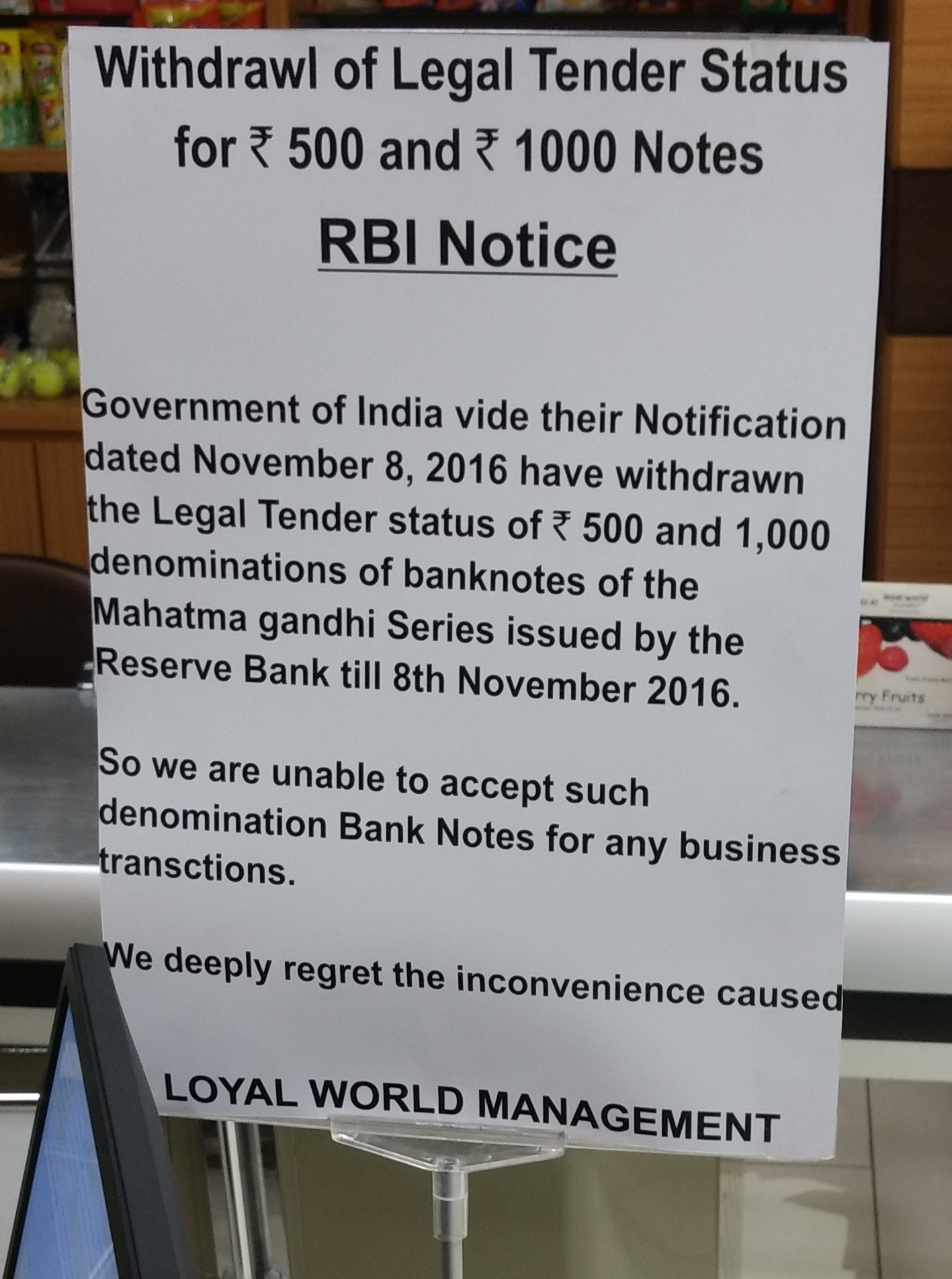
Informationsplakat zur Ungültigkeit von 500- und 1.000-Rupien-Banknoten zum 8. November

- Budapest/Ungarn: Das ungarische Parlament lehnt eine Änderung der Verfassung ab, mit der die Umverteilung von Asylsuchenden aus anderen Staaten der Europäischen Union nach Ungarn erschwert werden sollte. Für Ministerpräsident Viktor Orbán ist die Entscheidung ein Rückschlag.[33]
- Greifswald/Deutschland: Das Loeffler-Institut stellt das Vogelgrippe-Virus A/H5N8 bei mindestens 100 Wildvögeln aus Schleswig-Holstein fest. Die oft tödlich endende Krankheit springt leicht auf andere Vogelarten über, einschließlich Haushuhn und -gans.[34]
- Neu-Delhi/Indien: Demonetisierung in Indien: In einer Fernsehansprache gibt Premierminister Narendra Modi (BJP) bekannt, im Zuge des Kampfs gegen Korruption und Steuerhinterziehung alle Banknoten im Wert von 500 und 1.000 Rupien (umgerechnet rund 7,50 und 15,00 US-Dollar) für ungültig zu erklären. Bis Ende 2016 könne die Bevölkerung diese Geldscheine bei Banken oder Postämtern gegen neue Noten der Reserve Bank of India (RBI) eintauschen oder den Nominalwert auf ihren Bankkonten gutschreiben lassen.[35]
- Washington, D.C./Vereinigte Staaten: Eine hohe Wahlbeteiligung kennzeichnet die Präsidentschaftswahl in den Vereinigten Staaten, bei der Donald Trump (Republikanische Partei) und Hillary Clinton (Demokratische Partei) die einzigen aussichtsreichen Kandidaten sind. Während Clinton am Morgen des Wahltags prognostiziert wird, die Mehrheit der Wahlmänner auf sich vereinen zu können, ändert sich dieses Bild nach Bekanntwerden der ersten Ergebnisse langsam zu Gunsten von Trump. Entgegen den Erwartungen stimmen Wohlhabende mehrheitlich für Trump und weniger Wohlhabende mehrheitlich für Clinton, allerdings ist der Vorsprung der Demokraten unter den Schlechtergestellten im Vergleich zu früheren Wahlen sehr gering.[36]
- Washington, D.C./Vereinigte Staaten: In beiden Kammern des US-Kongresses besteht weiterhin eine republikanische Mehrheit. Das ergeben die Wahl zum Repräsentantenhaus und die Wahl zum Senat, die parallel zur Präsidentenwahl abgehalten werden.[37]
- Wien/Österreich: Bei der erstmaligen Verleihung des Österreichischen Buchpreises entscheidet sich die Jury für die Österreicherin Friederike Mayröcker als Preisträgerin.[38]
- Zamfara/Nigeria: Unbekannte Angreifer töten im Distrikt Maru 30 Minenarbeiter. Danach zogen  sie sich wieder zurück, es wurde  nichts gestohlen.[39]

### Mittwoch, 9. November 2016
- New York/Vereinigte Staaten: Kurz nach Mitternacht Ortszeit ruft die demokratische Präsidentschaftskandidatin Hillary Clinton ihren republikanischen Konkurrenten Donald Trump an und räumt ein, dass sie die Wahl zum 45. US-Präsidenten nicht gewinnen wird.[40]  Als die Nachricht sich verbreitet, brechen die Anhänger von Trump in Jubel aus. Nach dem Referendum über den EU-Austritt des Vereinigten Königreichs gehen zum zweiten Mal in einem Jahr das Meinungsbild in den Medien und der mehrheitliche Wille der Wähler diametral auseinander. USA Today und The Washington Post (auch: Der Spiegel, Die Zeit) u. v. m. hatten eine Wahl von Donald Trump in die Nähe von „Wahnsinn“ gerückt und vor einer Entscheidung für den Politikneuling „gewarnt“.
- Vereinigte Staaten: Enttäuscht von der Präsidentschaftswahl, bei der Donald Trump die Mehrheit der Wahlmänner im Electoral College gewann, versammeln sich Tausende Bewohner der USA in über 25 Städten zu Protestkundgebungen unter dem Motto „Not my president“ (deutsch „Nicht mein Präsident“).[41]
- Athen/Griechenland: Unbekannte werfen am Morgen mit einem Motorrad kommend eine Handgranate auf das Gebäude der französischen Botschaft im Zentrum von Athen. Dabei wird ein Polizist leicht verletzt. Das Motiv ist bis heute ungeklärt.

## Weblinks

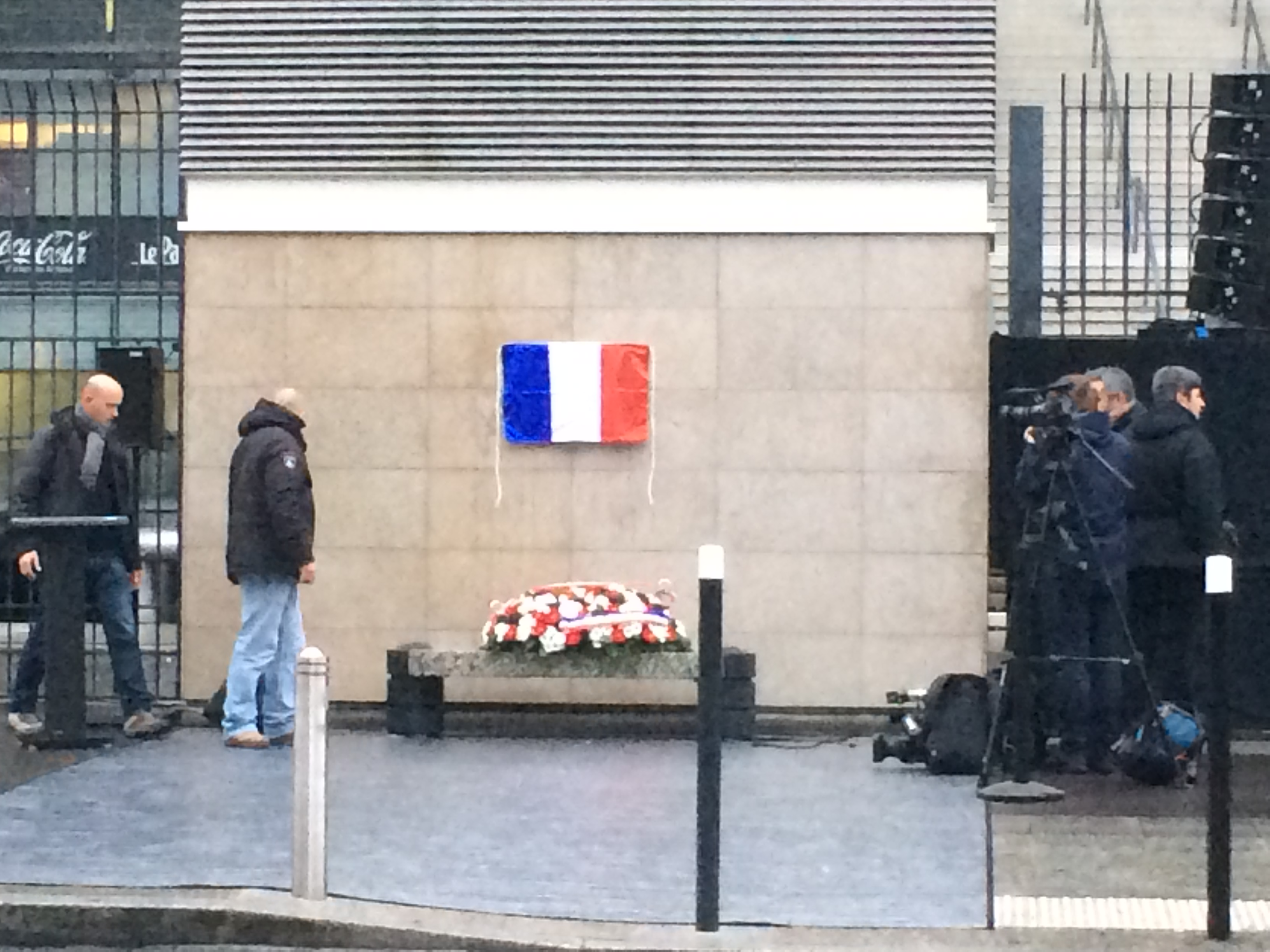
Frankreich im November 2016

### Donnerstag, 10. November 2016

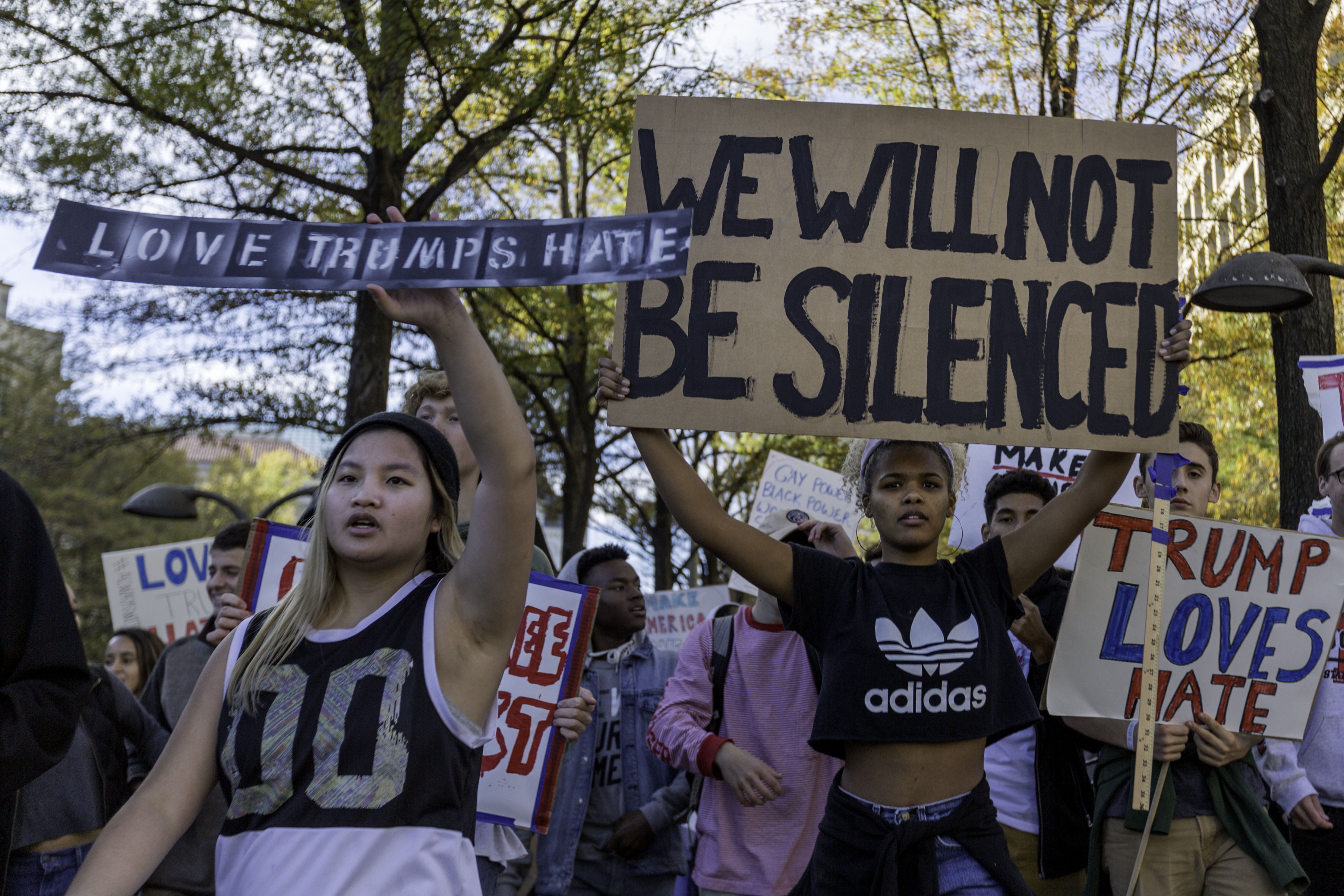
Anti-Trump-Protest auf der Pennsylvania Avenue, Washington, D.C.

- Bali/Indonesien: Auf der 85. Generalversammlung der internationalen Polizeiorganisation Interpol wird der chinesische Vizeminister für nationale Sicherheit, Meng Hongwei, zum neuen Präsidenten gewählt. Amnesty International äußert Bedenken, dass China den Posten nicht nur zur Korruptionsbekämpfung nutzen könnte. Mehr als 800 Delegierte aus 164 der 190 Mitgliedsländer einigen sich außerdem auf die Aufnahme biometrischer Daten beim Austausch von Erkenntnisse über mutmaßliche Terroristen und einen besseren Informationsaustausch im Allgemeinen.[42]
- Hamburg/Deutschland: Der Flughafen Hamburg erhält zu Ehren des verstorbenen deutschen Bundeskanzlers Helmut Schmidt den Namen Hamburg Airport Helmut Schmidt.[43]
- Masar-e Scharif/Afghanistan: Ein Autobombenanschlag mit einem Lastwagen auf das deutsche Generalkonsulat fordert mindestens sechs Todesopfer, alle afghanischer Herkunft, und über 120 Verletzte. Der Talibansprecher Sabiullah Mudschahid verweist im Nachgang auf eine deutsche Teilschuld bei einem US-geführten Luftangriff am 3. November. Damals kamen 30 Afghanen ums Leben.[44]
- Portland/Vereinigte Staaten: Die Polizei erklärt die seit zwei Tagen anhaltenden Anti-Trump-Proteste in Oregon zum „Aufstand“. An den Versammlungen und Kundgebungen nehmen 4.000 Personen teil.[45]

### Freitag, 11. November 2016
- Berlin/Deutschland: Der Deutsche Bundestag beschließt mit einer Anpassung im Arzneimittelgesetz (AMG), dass klinische Tests von Demenz-Medikamenten unter bestimmten Umständen auch dann möglich sind, wenn Probanden mit der Alzheimer-Krankheit oder anderen demenziellen Erkrankungen davon selbst nicht profitieren. Voraussetzung für diese sogenannte gruppennützige Forschung ist, dass der Betreffende noch im Zustand seiner vollständigen geistigen Kräfte und nach einer ärztlichen Beratung eine schriftliche Einwilligung abgibt.[46]
- Berlin/Deutschland: Das Kraftfahrt-Bundesamt (KBA) verneint die Darstellung des Volkswagenkonzerns, im VW-Abgasskandal europäisches Recht eingehalten zu haben und bekräftigt im Diesel-Untersuchungsausschuss des Bundestages die Ansicht, wonach Volkswagen eine unzulässige Abschalteinrichtung verwendet hat, um die Emissionswerte von Dieselautos zu manipulieren.[47]
- Hangzhou/China: Die chinesische Alibaba Group gibt bekannt, am „Singles Day“-Aktionsverkaufstag über die Online-Handelsplattform Alibaba.com sowie über eine Shopping-App innerhalb von fünfeinhalb Minuten Waren von rund eine Milliarde US-Dollar verkauft zu haben.[48]
- Hard/Österreich: Der Verdacht auf das Vogelgrippe-Virus A/H5N8 in einer Putenfarm in Vorarlberg bestätigt sich. Der Betrieb wird gesperrt und 1.100 Puten sollen gekeult werden.[49]
- Masar-e Scharif/Afghanistan: Am abgeriegelten Tatort des Autobombenanschlags vom 10. November erschießen Bundeswehrsoldaten zwei Motorradfahrer, als diese der Absperrung mit hoher Geschwindigkeit näherkommen.[50]

### Samstag, 12. November 2016
- Bagram/Afghanistan: Auf der Bagram Air Base, dem größten Stützpunkt der US-Streitkräfte in Afghanistan, ereignet sich ein Selbstmordanschlag. Dabei werden zwei US-Soldaten und zwei US-Militärunternehmer getötet sowie 16 weitere US-Soldaten und ein polnischer Soldat verwundet. Die islamistische Taliban-Miliz bekennt sich als Urheber des Anschlags auf die in der NATO-Mission Resolute Support eingesetzten Soldaten.[51]
- Havanna/Kuba: Die kolumbianische Regierung und Vertreter der FARC-EP einigen sich nach dem gescheiterten Friedensvertrag vom August 2016 auf einen neuen Friedensvertrag. Im Vorfeld traf sich Präsident Santos mit seinem Amtsvorgänger Uribe, der öffentlichkeitswirksam für eine Bestrafung von FARC-Mitgliedern geworben hatte, die Kriegsverbrechen zu verantworten haben.[52]
- Hub/Pakistan: Ein Anschlag im Bezirk des Schreins des Sufi-Heiligen Shah Noorani fordert in der Nähe der Stadt Kharan in Belutschistan mindestens 52 Menschenleben, mindestens 105 weitere Personen werden verletzt. Die Terrororganisation Islamischer Staat (IS) bekennt sich zu dem Anschlag.[53]
- Istanbul/Türkei: Bei seiner Einreise von Deutschland in die Türkei wird der Herausgeber der regierungskritischen Zeitung Cumhuriyet, Akin Atalay, am Flughafen Istanbul-Atatürk von der Polizei festgenommen.[54]
- Köln/Deutschland: Etwa 25.000 Menschen, meist Kurden, demonstrieren gegen die Maßnahmen nach dem Putschversuch in der Türkei ab Juli 2016, eine ihrer Parolen lautet: „Diktator Erdoğan“. Es wird die Forderung nach staatlicher Unabhängigkeit Kurdistans laut.[55]
- Los Angeles/Vereinigte Staaten: Der Filmschauspieler und Regisseur Jackie Chan wird mit einem Ehrenoscar für sein Lebenswerk ausgezeichnet.[56]
- Seoul/Südkorea: Über 500.000 Personen nehmen an Straßenprotesten gegen Korruption und politische Willkür teil.[57] Sie fordern Aufklärung sowie den Rücktritt von Staatspräsidentin Park Geun-hye. Ungeklärt ist weiterhin, warum die Firma Samsung an Choi Soon-sil, einer vor zwei Wochen verhafteten Freundin der Präsidentin und Tochter eines früheren Sektenführers und Förderers der Präsidentin, in den letzten Jahren umgerechnet 2,8 Millionen Euro zahlte.[58]
- Twedt/Deutschland: In einem Zuchtbetrieb für Bruteier im Ortsteil Grumby wird die Keulung von 30.000 Hühnern angeordnet, nachdem das Vogelgrippe-Virus A/H5N8 nachgewiesen wurde.[59]

### Sonntag, 13. November 2016

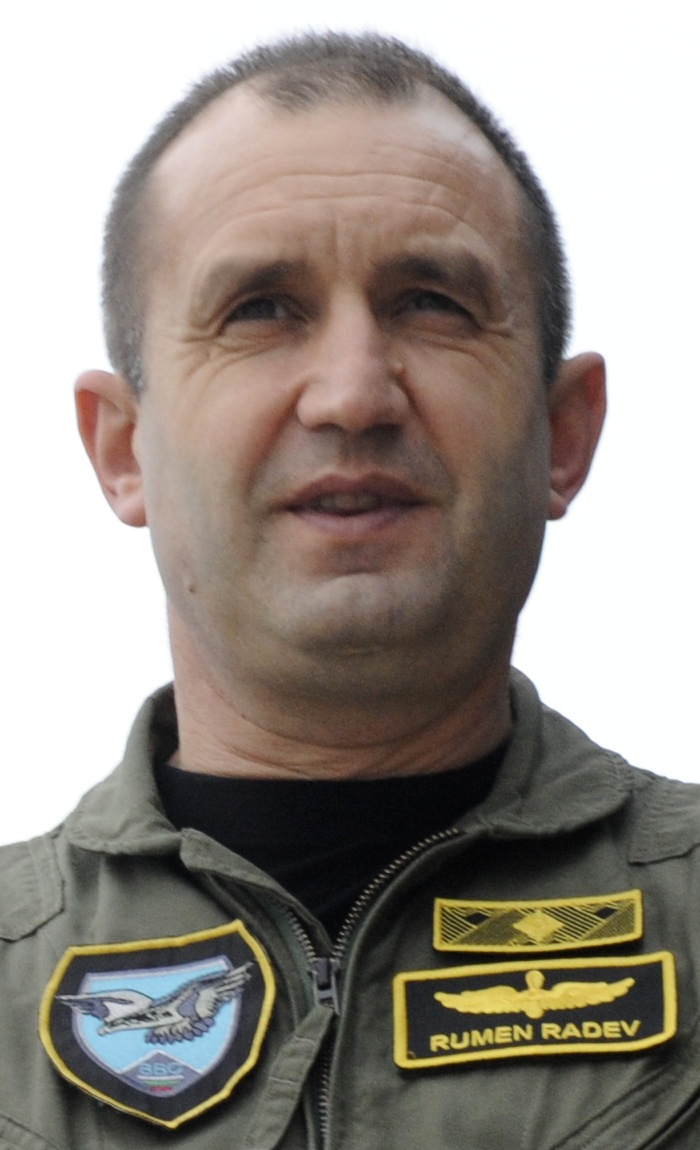
Generalmajor Rumen Radew gewinnt die Präsidentschaftswahl in Bulgarien

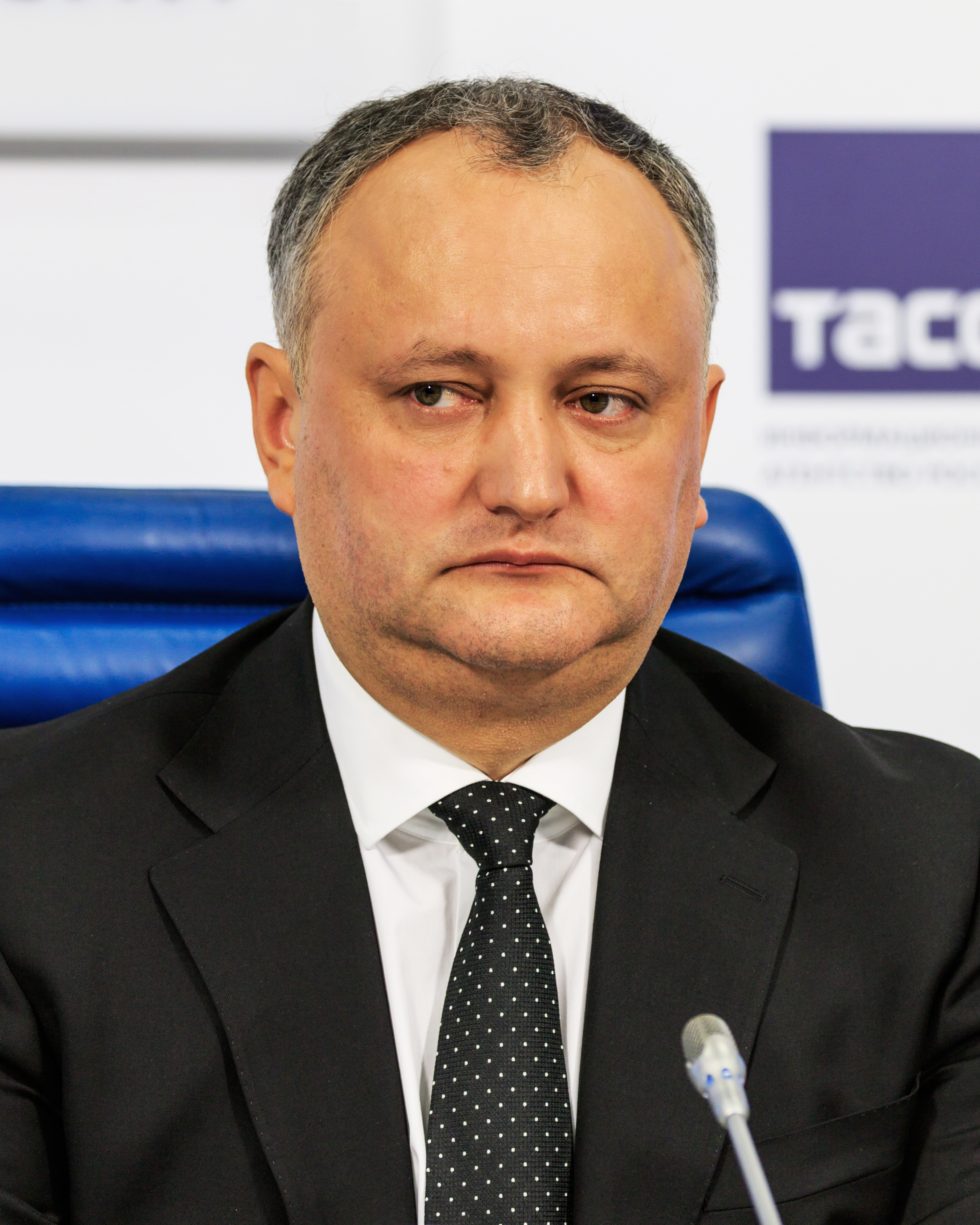
Igor Dodon gewinnt die Präsidentschaftswahl in Moldau

- Basel/Schweiz: Der Schweizer Buchpreis wird an den Roman Die Toten von Christian Kracht verliehen.[60]
- Chișinău/Moldau: Im zweiten Wahlgang der Präsidentschaftswahl erhält der prorussische Kandidat und frühere Außenminister für Handel und Wirtschaft Igor Dodon (PSRM) gegenüber der ehemaligen Bildungsministerin Maia Sandu (PAS) das Mandat der Wähler zum kommenden Staatsoberhaupt.[61]
- Erbil/Irak: Die Menschenrechtsorganisation Human Rights Watch (HRW) wirft in ihrem 80-seitigen Bericht „Marked With An ‘X’: Iraqi Kurdish Forces’ Destruction of Villages, Homes in Conflict with ISIS“ den Sicherheitskräften der Autonomen Region Kurdistan vor, zwischen September 2014 und Mai 2016 widerrechtlich zahlreiche Wohnhäuser und zum Teil ganze Dörfer arabischer Einwohner zerstört zu haben. Die Angriffe ereigneten sich, nachdem Peschmerga-Einheiten Kämpfer des Islamischen Staates (IS) vertrieben hatten.[62]
- Nimrud/Irak: Die irakischen Streitkräfte melden, dass sie die seit April 2015 von der Terrororganisation Islamischer Staat (IS) besetzten antiken Stätten zurückerobert haben.[63]
- Sofia/Bulgarien: Bei der Stichwahl der Präsidentschaftswahlen setzt sich der parteilose prorussische Generalmajor Rumen Radew, der von der Bulgarischen Sozialistischen Partei (BSP) unterstützt wird, gegenüber der bürgerlich-konservativen Zezka Zatschewa (GERB) durch. Ministerpräsident Bojko Borissow kündigt daraufhin seinen Rücktritt an.[64]

### Montag, 14. November 2016

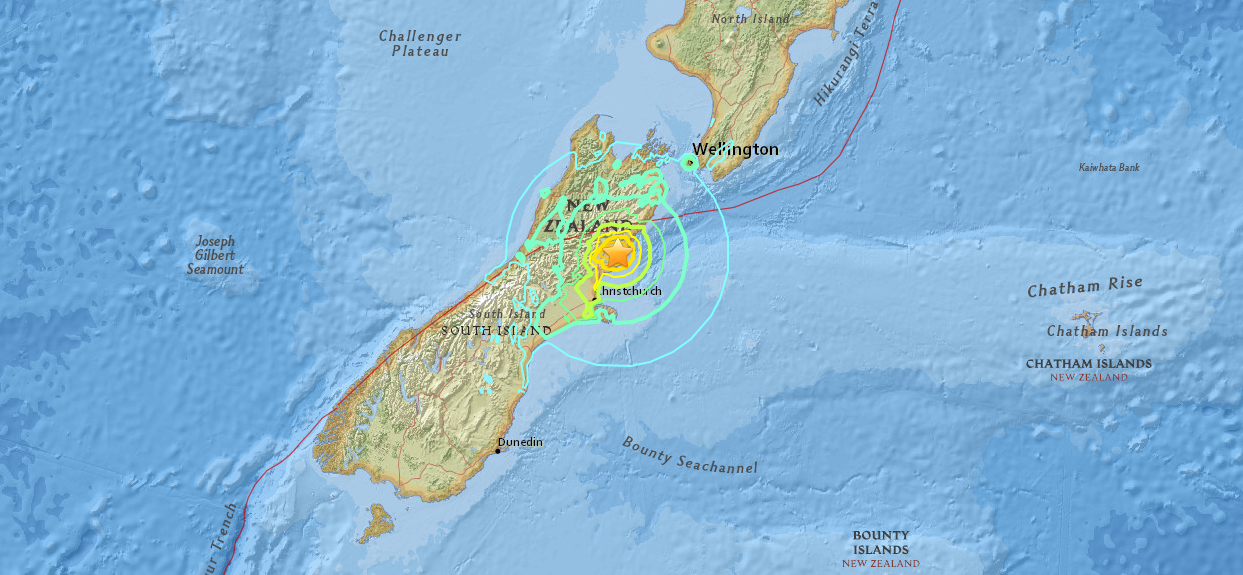
Epizentrum des Erdbebens an der Ostküste Neuseelands

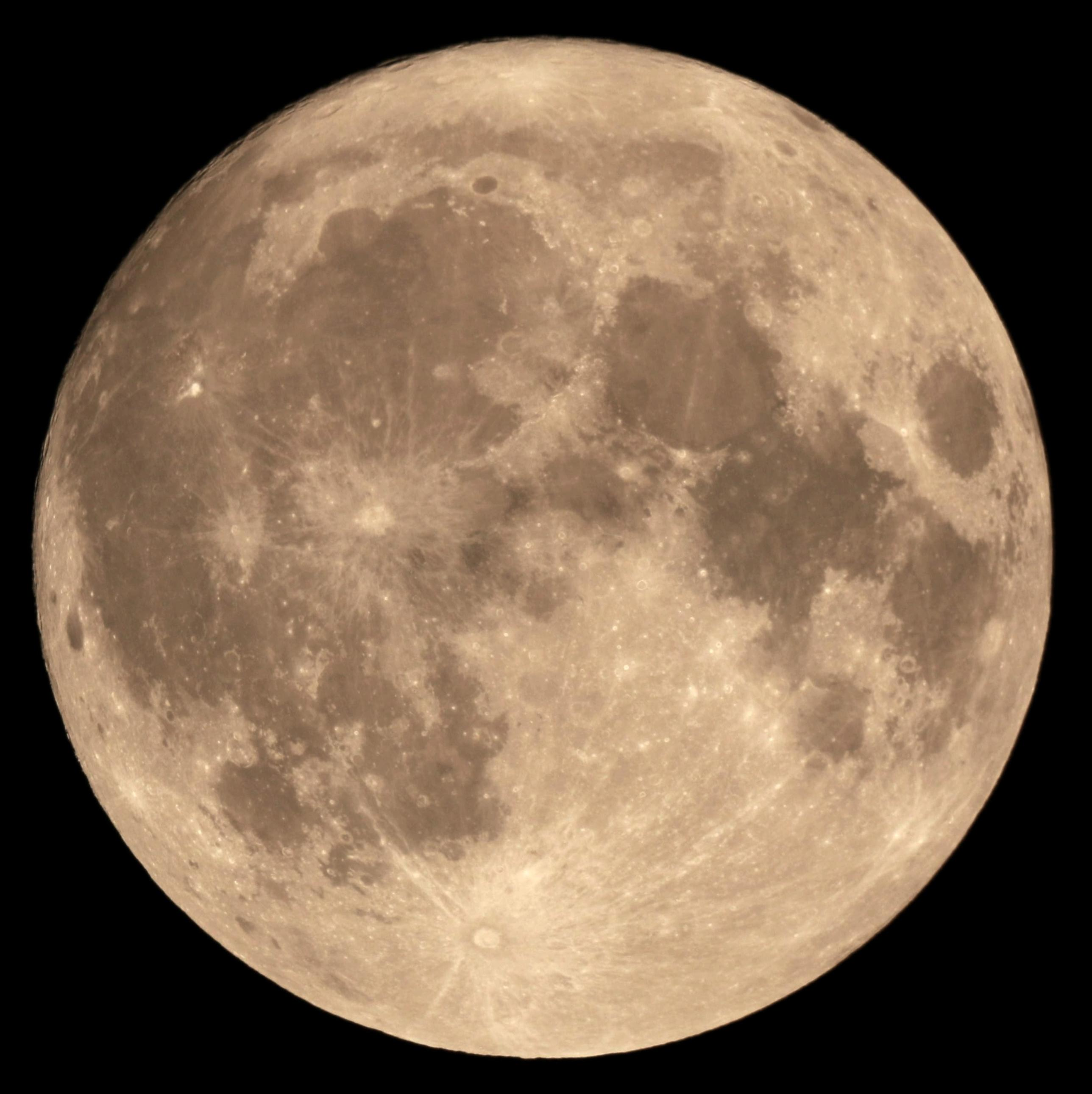
Supermond am 14. November 2016

- Berlin/Deutschland: Das Präsidium der CDU vereinbart, bei der Wahl zum Bundespräsidenten im Februar 2017 den aktuellen Außenminister Frank-Walter Steinmeier (SPD) zu unterstützen. Die CSU schließt sich an.[65]
- Christchurch/Neuseeland: Das Kaikoura-Erdbeben der Stärke 7,5 Mw trifft kurz nach Mitternacht die Südinsel des Landes. Zwei Personen kommen ums Leben. Der Zivilschutz weist angesichts der Gefahr eines Tsunamis alle Bewohner der Insel an, die Küstengebiete im Osten zu verlassen.[66]
- Kinshasa/DR Kongo: Der Interessenausgleich zwischen Regierung und Opposition führt zum vereinbarten Rücktritt des kongolesischen Premierministers Augustin Matata Ponyo.[67]
- Krakau/Polen: Auf Initiative der polnischen Regierung werden 83 Opfer des Flugunfalls bei Smolensk in Russland im April 2010 exhumiert. Die Regierung hält ein Attentat für die Unfallursache.[68]
- Mikronesien: Der Supervollmond um 14.52 Uhr MEZ hat eine scheinbare Größe und eine scheinbare Helligkeit, die das nächste Mal erst am 25. November 2034 wieder erreicht wird. Der Punkt der Erdoberfläche mit der geringsten Distanz zum Mond zu diesem Zeitpunkt liegt im Pazifik etwa 500 km nördlich des Chuuk-Atolls auf 13° N, 152° O.[69]
- Oxford/Vereinigtes Königreich: Der Physiker Stephen Hawking hält es für wahrscheinlich, dass die Erde der Menschheit in den nächsten 1.000 Jahren als Lebensraum verloren geht. Als Ausweg empfiehlt er die Besiedlung des übrigen Weltalls.[70]
- Tschornobyl/Ukraine: Über die Reste des 1986 havarierten Reaktors des Kernkraftwerks Tschernobyl wird eine neue Schutzhülle geschoben. Der Bau der auch „Sarkophag“ genannten Hülle nahm sechs Jahre in Anspruch und wurde von Arbeitskräften aus 27 Nationen durchgeführt.[71]

### Dienstag, 15. November 2016
- Athen/Griechenland: Der scheidende US-Präsident Barack Obama besucht bis zum 18. November Athen und Berlin, um mit Alexis Tsipras und Angela Merkel über weltpolitische Themen wie den Bürgerkrieg in Syrien zu sprechen.[72] In Griechenland beschwichtigt Obama die Sorgen vor Donald Trump: „Die amerikanische Demokratie ist mehr als nur eine Person.“[73]
- Berlin/Deutschland: Innenminister Thomas de Maizière verfügt ein Verbot gegen den 2005 gegründeten Verein Die wahre Religion (DWR) alias Stiftung Lies! des Predigers Ibrahim Abou-Nagie. Der Palästinenser ohne islamtheologische Ausbildung wirbt für den Salafismus und erklärte Gewalt gegen Nicht-Muslime wiederholt für legitim. Der Verein mit geschätzt 500 Mitgliedern versuchte in Deutschland jahrelang, Menschen für Milizen und Terrororganisationen in Syrien, im Irak und in anderen Gegenden zu rekrutieren.[74] Von 140 Menschen ist bekannt, dass sie nach Teilnahme an Lies!-Aktionen nach Syrien oder in den Irak reisten, um sich dem IS anzuschließen.[75]
- Edinburgh/Vereinigtes Königreich: Schottland plant die Einführung eigener Personalausweise, damit schottische Bürger nach dem voraussichtlich in den nächsten drei Jahren vollzogenen EU-Austritt des Vereinigten Königreichs so wie bisher in Mitgliedstaaten der EU leben und arbeiten können.[76]
- Teheran/Iran: Das Gesundheitsministerium des Iran berichtet, dass wegen Smogs in der Hauptstadt in den vergangenen 23 Tagen 412 Menschen starben.[77]

### Mittwoch, 16. November 2016
- Berlin/Deutschland: Barack Obama, der Bundeskanzlerin Angela Merkel als „engste internationale Verbündete“ seiner achtjährigen Amtszeit lobte, besucht Deutschland auf seiner letzten Europareise als US-Präsident.[78]
- Brasília/Brasilien: 40 Demonstranten stürmen den Plenarsaal des Parlaments und formulieren Schmähungen gegen den „Kommunisten Michel Temer“ und die „Sozialisten Dilma Rousseff und Lula da Silva“. Die drei genannten Politiker sind nicht anwesend.[79]
- Moskau/Russland: Das Land widerruft seine Unterstützung für den Internationalen Strafgerichtshof in Den Haag wegen dessen „Einseitigkeit“. Mit fast derselben Begründung stellten im Oktober Burundi, Südafrika und Gambia ihre Zusammenarbeit mit dem Gericht ein.[80]
- Whangaparaoa/Neuseeland: Zum ersten Mal weltweit wird eine Pizza von einer Logistikdrohne zum Kunden gebracht. Lieferant ist die Restaurantkette Domino’s Pizza, die Drohne ist fünf Minuten unterwegs.[81]

### Donnerstag, 17. November 2016
- Caphiridzange/Mosambik: Wegen hoher Hitzeeinwirkung explodiert in der Provinz Tete ein Tank-Lkw, während aus demselben Benzin an Zivilpersonen verkauft wird. 73 Menschen kommen durch den Unfall ums Leben.[82]
- Falludscha/Irak: Bei einem Autobombenanschlag auf eine Hochzeitsgesellschaft sterben mindestens 30 Menschen, mindestens 100 weitere werden verletzt. Zunächst bekennt sich niemand zu der Tat.[83]
- Kinshasa/DR Kongo: Präsident Joseph Kabila ernennt Oppositionsführer Samy Badibanga zum Premierminister der Republik.[84]
- New York/Vereinigte Staaten: Der designierte 45. US-Präsident Donald Trump empfängt mit Japans Premierminister Shinzō Abe das erste ausländische Regierungsoberhaupt. Japan sieht sich als engsten Verbündeten der Vereinigten Staaten, doch im Präsidentschaftswahlkampf stellte Trump deren Bündnistreue in Frage („All Japan would do is sit home and watch Sony television“, deutsch „Alles, was Japaner tun würden, wäre zu Hause sitzen und in Sony-Fernseher schauen“).[85][86]
- Nimrud/Irak: Die Antikenstadt Nimrud ist fast völlig zerstört. Die Täter sind Mitglieder der Terrororganisation Islamischer Staat, deren Religionsinterpretation Götterbilder und Heilige Stätten nicht erlaubt.[87]

### Freitag, 18. November 2016
- Innere Mongolei/China: In einem Wüstengebiet in der Inneren Mongolei geht die längste bemannte Raumfahrtmission der CNSA mit der glücklichen Landung der Shenzhou-11-Taikonauten Jing Haipeng und Chen Dong zu Ende. Sie waren 30 Tage im All.[88]
- Lima/Peru: Der 28. APEC-Gipfel beginnt. Die Asiatisch-Pazifische Wirtschaftsgemeinschaft APEC verfolgt seit 1989 das Fernziel einer Freihandelszone.[89]
- Patikul/Philippinen: Die Streitkräfte der Philippinen dringen in ein Lager der Untergrundorganisation Abu Sayyaf ein und töten zehn Kämpfer, dabei kommen auch vier Soldaten ums Leben.[90]
- Wolfsburg/Deutschland: Management und Betriebsrat des Volkswagenkonzerns einigen sich auf den Abbau von rund 20.000 Stellen in Deutschland. Der von VW-Ingenieuren ausgelöste und vom Management gedeckte Abgasskandal macht einen Sparkurs notwendig.[91]

### Samstag, 19. November 2016
- Aleppo/Syrien: Der eingekesselte Ostteil der Stadt verliert nach wochenlangen Angriffen der Streitkräfte Syriens, mit Unterstützung der russischen Luftstreitkräfte, sein letztes funktionsfähiges Krankenhaus.[92] Angaben darüber, ob und wann die unter Druck geratenen Kämpfer der Opposition das Kampfgeschehen noch einmal wenden können, gibt es nicht. Zusätzlich mahnte am 6. Oktober der UN-Nothilfekoordinator für Syrien, Jan Egeland, die internationale Öffentlichkeit, dass eine Hungersnot für 250.000 Menschen in Aleppo unausweichlich ist.[93]
- Kuala Lumpur/Malaysia: Der Korruptionsskandal um Premierminister Najib Razak und die Bank 1Malaysia Development Berhad führt zu Straßenprotesten mit Zehntausenden Teilnehmern. Sie fordern Razaks Rücktritt.[94]

### Sonntag, 20. November 2016
- Berlin/Deutschland: Bundeskanzlerin Angela Merkel gibt im CDU-Präsidium ihre erneute Kandidatur für eine vierte Amtszeit bei der Bundestagswahl 2017 bekannt. Zudem kandidiere sie am 6. Dezember 2016 auf dem Bundesparteitag in Essen erneut für den Parteivorsitz, den sie seit April 2000 innehat.[95]
- Kanpur/Indien: Bei einem Eisenbahnunfall entgleisen mehrere Waggons des Patna-Indore-Expresszuges und schlagen auf die Seite, dabei kommen mindestens 140 Menschen ums Leben und 200 weitere werden verletzt. Der genaue Unfallhergang ist nicht geklärt.[96]
- Paris/Frankreich: Bei den erstmals durchgeführten Präsidentschaftsvorwahlen der konservativen Republikaner (LR) mit sieben Bewerbern führt nach einer ersten Teilauszählung der frühere Ministerpräsident François Fillon mit 42 %. An der Vorwahl beteiligen sich nach Hochrechnungen 3,9 bis 4,3 Millionen Franzosen.[97] Es folgt eine Stichwahl um den Präsidentschaftskandidaten der LR zwischen Fillon und Alain Juppé am 27. November.
- Port-au-Prince/Haiti: Die haitianischen Wähler stimmen über ein neues Staatsoberhaupt ab. Der seit Februar 2016 vakante Posten des Staatspräsidenten geht nach Meinung von Beobachtern entweder an Jovenel Moïse (Haitian Tèt Kale Party) oder an Jude Célestin (Inite Patriyotik). Neben den beiden Favoriten treten 25 weitere Kandidaten zur Wahl an.
- Sabha/Libyen: Bei viertägigen schweren Gefechten zwischen den verfeindeten Stämmen der Guededfa und der Awlad Suleiman werden mindestens 16 Personen getötet und rund 50 verletzt.[98]

### Montag, 21. November 2016
- Berlin/Deutschland: Die Linke nominiert den parteilosen Politikwissenschaftler und Armutsforscher Christoph Butterwegge als Kandidat für die Bundespräsidentenwahl 2017.[99]
- Fukushima/Japan: Ein schweres Erdbeben mit einer Stärke von 7,3 Mw erschüttert nach 2011 erneut die Region. Eine Tsunami-Warnung folgt umgehend.[100][101]
- Hamburg/Deutschland: Meeresforscher am Centrum für Erdsystemforschung und Nachhaltigkeit (CEN) der Universität Hamburg berechnen, dass die weltweite Meereismenge in diesem Herbst nicht zunimmt, sondern bisher abgenommen hat. Dieses Phänomen ist selten und deckt sich mit Messungen, denen zufolge sich die Antarktis seit 40 Jahren kontinuierlich erwärmt.[102]
- Kabul/Afghanistan: Bei einem Selbstmordattentat in der schiitischen Baqir-ul-Olum-Moschee im Westteil der Stadt kommen mehr als 30 Menschen ums Leben. 35 weitere werden verletzt. Die Terrororganisation Islamischer Staat (IS) bekennt sich zu dem Anschlag.[103]
- Kaliningrad/Russland: In der Exklave an der Ostsee stellt Russland neue Einheiten des Langstrecken-Boden-Luft-Raketensystems S-400 auf. Die NATO-Staaten Polen und Litauen sind als direkte Nachbarn der Oblast Kaliningrad schwer beunruhigt. Zuvor verstärkten die Vereinigten Staaten das National-Missile-Defense-Programm.[104]
- Karlsruhe/Deutschland: Der Bundesgerichtshof (BGH) gibt seine Entscheidung vom 11. November 2016 (Aktenzeichen 1 BGs 125/16) bekannt, wonach der NSA-Untersuchungsausschuss des Deutschen Bundestages verpflichtet ist, sich erneut mit dem Fall des US-amerikanischen Whistleblower Edward Snowden zu befassen. Der NSA-Untersuchungsausschuss muss laut BGH dem Antrag der Ausschussmitglieder Konstantin von Notz (Bündnis 90/Die Grünen) und Martina Renner (Die Linke) auf Amtshilfe zustimmen und die Bundesregierung auffordern, sich für oder gegen eine Vernehmung von Snowden in Deutschland zu entscheiden und über ein Aufenthaltsrecht und einen Auslieferungsschutz gegenüber den Vereinigten Staaten zu befinden.[105]
- La Paz/Bolivien: Die bolivianische Regierung ruft per Dekret wegen einer schweren Dürre und Wasserknappheit den nationalen Notstand aus.[106]
- Wuppertal/Deutschland: Das Landgericht Wuppertal spricht sieben Angeklagte vom Verstoß gegen das Uniformverbot frei. Die Personen patrouillierten im September 2014 in orangefarbenen Signalwesten mit dem Aufdruck Shariah Police durch Wuppertal. Obwohl der Auftritt für Empörung sorgte, so die Richter, hätten damals selbst Polizeibeamte kein strafbares Verhalten erkannt. Die Staatsanwaltschaft kündigt Revision gegen den Freispruch an.[107]

### Dienstag, 22. November 2016

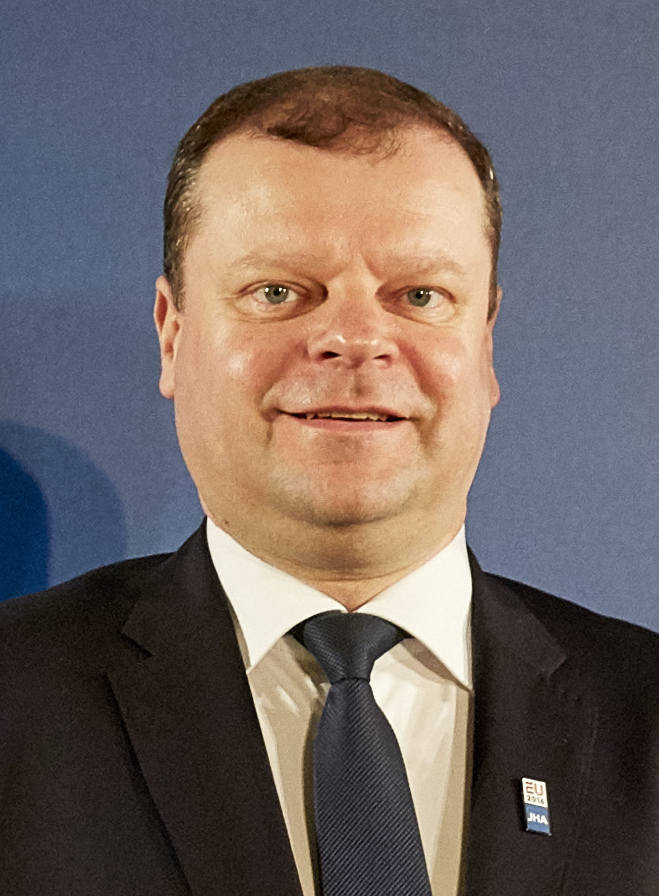
Saulius Skvernelis ist neuer Premierminister Litauens

- Ankara/Türkei: Präsident Recep Tayyip Erdoğan (AKP) befehligt mit dem Notstandsdekret Nummer 677 die Entlassung von 15.396 weiteren Staatsbediensteten. Darunter sind 9.977 Angehörige der Sicherheitskräfte und 5.419 zivile Mitarbeiter von Ministerien und Behörden, davon 942 Universitäts-Mitarbeiter und 119 Lehrer. Außerdem ergeht ein Verbot für 375 Vereine, darunter auch Menschenrechtsgruppen, die Verbindungen zu Terrororganisationen haben sollen.[108]
- Vilnius/Litauen: Das litauische Parlament wählt mit 90 von 144 Stimmen Saulius Skvernelis (LVŽS) zum Premierminister. Er steht an der Spitze einer Koalition aus dem Bund der Bauern und Grünen Litauens (LVŽS) und der Sozialdemokratischen Partei Litauens (LSDP).[109]
- Zürich/Schweiz: Der Wohlstand pro Person ist nirgendwo höher als in der Schweiz. Dies ergibt der Global Wealth Report 2016 des Finanzdienstleisters Credit Suisse. Eine Person in der Schweiz verfügt im Schnitt über das elffache Kapitalvermögen des weltweiten Durchschnittsbürgers. In absoluten Zahlen leben die meisten Dollar-Millionäre in den Vereinigten Staaten, dahinter folgen China und Deutschland.[110]

### Mittwoch, 23. November 2016
- Berlin/Deutschland: Nach einem Bericht des ZDF-Politmagazins Frontal21 stellt die SPD nach Angaben des Bundesschatzmeisters Dietmar Nietan die Vermarktung von SPD-Spitzenpolitikern in sogenannten „Vorwärts-Gesprächen“ durch die parteieigene Agentur NetworkMedia (NWMD) ein. Dass SPD-Politiker gegen Geld „vermietet“ wurden, betrachtet die politische Konkurrenz als Form der illegalen Parteienfinanzierung.[111]
- Brüssel/Belgien: Auf der Plenartagung des Europäischen Parlaments beschließen die Abgeordneten Vorschriften zum Abbau der anthropogenen Emission. Konkret verpflichten sie die Nationalstaaten, den Ausstoß von Schwefeldioxid, Stickoxiden und anderen Schadstoffen bis 2030 drastisch zu reduzieren. Dieses Ziel wurde bereits im Göteborg-Protokoll von 2005 vereinbart, allerdings in der Praxis nicht weiter verfolgt.[112]
- Frankfurt am Main/Deutschland: 5.400 Piloten der Fluggesellschaft Lufthansa treten für 48 Stunden in den Streik und sorgen für rund 1.900 abgesagte Flugverbindungen. Etwa 200.000 Passagiere sind davon betroffen. Der aktuelle Tarifkonflikt begann bereits im Jahr 2012 und es ist der 14. Streik seit April 2014.[113]
- Port-au-Prince/Haiti: Beide Favoriten der Präsidentschaftswahl vom 20. November reklamieren den Wahlsieg für sich. Daraufhin kommt es zu gewalttätigen Auseinandersetzungen zwischen den Anhängern von  Jovenel Moïse einerseits und Jude Célestin andererseits. Die Polizei greift mit voller Härte ein. Das offizielle Ergebnis der Wahl wird für Dezember erwartet.[114]
- Michigan, Pennsylvania, Wisconsin/Vereinigte Staaten: Jill Stein, Präsidentschaftskandidatin der Green Party, zweifelt die einwandfreie Auszählung der Stimmen bei der Präsidentschaftswahl am 8. November an. Auffälligkeiten gebe es in Michigan, Pennsylvania und Wisconsin. In diesen Staaten liegt das Recht zur Entsendung von Wahlmännern aktuell bei den Republikanern. Gingen alle drei Staaten an die Demokraten, gäbe es im Electoral College keine Mehrheit für die Wahl Donald Trumps zum Präsidenten der Vereinigten Staaten. Stein will eine Nachzählung beantragen und bezahlen und wirbt zu diesem Zweck um Geldspenden.[115]
- Mossul/Irak: Die kurdischen Volksverteidigungseinheiten melden, dass die irakischen Streitkräfte und ihre Verbündeten, darunter westliche Spezialeinheiten, die von der Terrororganisation Islamischer Staat (IS) besetzte Stadt inzwischen vollständig eingekesselt haben.[116]
- Seoul/Südkorea: Der südkoreanische Verteidigungsminister Han Min Koo und der japanische Botschafter Yasumasa Nagamine unterzeichnen das umstrittene Abkommen zur allgemeinen Sicherheit militärischer Informationen (GSOMIA). Damit werden schneller militärische Informationen ohne Umweg durch Anfragen an den gemeinsamen Bündnispartner die Vereinigten Staaten ausgetauscht. Das betrifft beispielsweise die Aufklärung durch japanische Aufklärungssatelliten und schnellere Informationsweitergabe von Kriegsschiffen mit dem Aegis-Kampfsystem zum Schutz vor Nordkorea.[117]

### Donnerstag, 24. November 2016
- Adana/Türkei: Bei einem mutmaßlichen Terroranschlag vor dem Gouverneursamt der südtürkischen Provinzhauptstadt Adana sterben mindestens zwei Menschen, 21 weitere werden verletzt. Die türkische Regierung macht die Kurdische Arbeiterpartei PKK für den Anschlag verantwortlich.[118]
- Berlin/Deutschland: Die Große Koalition im Bund einigt sich auf eine Angleichung der Berechnung von Rentenansprüchen in Ostdeutschland an das westdeutsche Berechnungsverfahren bis 2025 und auf eine Besserstellung von Rentnern, die von Ärzten als vermindert erwerbsfähig eingestuft wurden. Da die Koalition eine Mehrheit im Bundestag hat, gilt ein entsprechendes Gesetz als sehr wahrscheinlich.[119]
- Bogotá/Kolumbien: Die kolumbianische Regierung und die Revolutionären Streitkräfte Kolumbiens (Farc) unterzeichnen einen Friedensvertrag zur Beilegung des Guerilla- und Drogenkriegs, der seit den 1960er Jahren ausgetragen wird. Der erste Vertrag zwischen Regierung und Farc vom 24. August verfehlte in einem Referendum die Zustimmung des Volks.[120]
- El Salvador: 120 km vor der mittelamerikanischen Küste ereignet sich ein Erdbeben der Stärke 7,2 Mw. Die Schockwellen treffen El Salvador und Nicaragua.[121]
- Fengcheng/China: Durch den Absturz einer Plattform eines Kühlturms auf einer Baustelle eines Kohlekraftwerks kommen mindestens 67 Menschen ums Leben.[122]
- Haifa/Israel: Wegen Buschbränden verlassen über 10.000 Einwohner der Stadt ihr Zuhause. Auch an anderen Stellen des Landes wüten Großfeuer. Die Behörden gehen von Brandstiftung aus.[123]
- Hilla/Irak: An einer Tankstelle in der Nähe der Stadt kommen bei einem Autobombenanschlag mit einem Lkw über 80 schiitische Pilger ums Leben. Der Islamische Staat bekennt sich zu der Tat.[124]
- Peking/China: Die Regierung der Volksrepublik kritisiert die von Südkorea und Japan getroffene Vereinbarung zum freien Austausch nachrichtendienstlicher Informationen. Zuletzt wuchsen die Spannungen in der Region wegen Territorialkonflikten im Chinesischen Meer und nordkoreanischen Atomtests.[125]

### Freitag, 25. November 2016
- Damghan/Iran: Auf der Bahnstrecke Garmsar–Maschhad fährt ein Reisezug auf einen liegengebliebenen Schnellzug auf. Einige Waggons geraten in Brand. Mindestens 44 Menschen kommen ums Leben und über 80 werden verletzt.[126][127]
- Frankfurt am Main/Deutschland: Die Piloten der Fluggesellschaft Lufthansa setzen ihren Streik fort. Etwa 100.000 Passagiere können ihre gebuchten Flüge bis einschließlich Samstag nicht antreten. Ein Ende des Streiks nach Samstag ist unrealistisch, da die Pilotengewerkschaft über ausreichende finanzielle Mittel für eine Fortführung verfügt. Die Lufthansa will jedoch nicht darauf eingehen, den Piloten rückwirkend ab 2012 20 % mehr Gehalt zu zahlen.[128]
- Moria/Griechenland, Harmanli/Bulgarien: In Flüchtlingslagern auf Lesbos und in Harmanli liefern sich 1.500 Migranten, zumeist afghanischer Herkunft, stundenlange Auseinandersetzungen mit Sicherheitskräften. In Moria starben in der Nacht zwei Migranten bei einer Gasexplosion, danach legten andere Feuer. Grund der Gewalt ist die verwehrte Weiterreise nach Deutschland, Frankreich, Schweden usw.[129]
- München/Deutschland: Die anwesenden Mitglieder des Fußball‑Club Bayern, München e. V. wählen Uli Hoeneß auf der Jahreshauptversammlung zum Präsidenten ihres Vereins. Für Hoeneß gilt wegen fehlender Meldung von Spekulationsgewinnen ans Finanzamt noch bis 2019 Strafaussetzung der Haft zur Bewährung.[130]
- Wien/Österreich: Die Sproing Interactive Media, ein Entwickler von Computer- und Videospielen, meldet Insolvenz an. Ein Sanierungsverfahren ohne Eigenverwaltung ist eröffnet.[131]

### Samstag, 26. November 2016
- Bagaces, Upala/Costa Rica: Der Tropensturm Otto trifft auf das mittelamerikanische Land und sorgt für schwere Verwüstungen. Neun Menschen sterben in der Provinz Alajuela, zuvor starben durch den Sturm in Panama drei Menschen.[132]
- Kuwait/Kuwait: Im Land am Persischen Golf finden Parlamentswahlen statt, nachdem der Emir Sabah al-Ahmad al-Dschabir as-Sabah im Oktober 2016 erneut die Nationalversammlung auflöste.
- Ligurien, Piemont/Italien: In den vergangenen vier Tagen fiel über der Region so viel Regen wie sonst in sechs Monaten. Der Starkregen hat sich inzwischen gelegt. Von den Überschwemmungen betroffen sind neben Ligurien und dem Piemont auch Südost-Frankreich, Sizilien und alle Anrainer jener Flüsse, deren Zuläufe in Nordwest-Italien liegen. Der Wasserstand des größten Flusses, Po, liegt in Turin über der Hochwassermarke und steigt weiter. Die Behörden bestätigen ein Todesopfer in Perosa Argentina nahe Turin.[133]
- Mogadischu/Somalia: Auf dem Beerta-Markt in Afesyoni südöstlich der Hauptstadt explodiert eine Autobombe. Dabei kommen 20 Menschen ums Leben, mindestens 20 weitere werden verletzt. Hinter dem Anschlag wird die islamistische Al Shabaab-Miliz vermutet. Erst eine halbe Stunde zuvor passierte ein Konvoi des Präsidenten Hassan Sheikh Mohamud die Anschlagsstelle.[134]
- Seoul/Südkorea: Die Protestwelle gegen Korruption und Vetternwirtschaft setzt sich mit einer Demonstration von rund einer Million Menschen fort.[135] Sie wollen, dass Staatspräsidentin Park Geun-hye zurücktritt. Nach Angaben der Veranstalter sind 1,3 Millionen Menschen auf der Straße.

### Sonntag, 27. November 2016

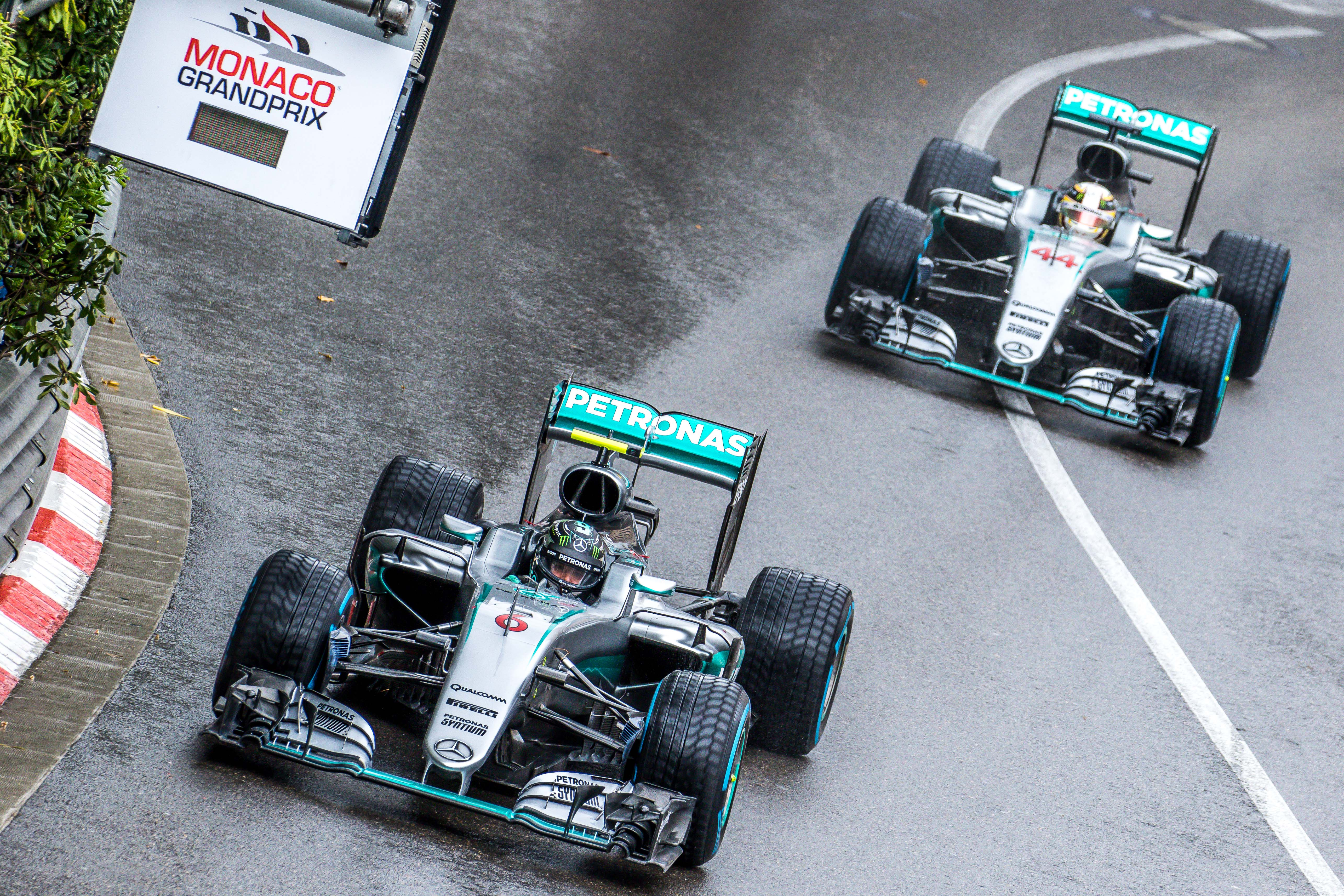
Rosberg und Hamilton im Mai

- Abu Dhabi/Vereinigte Arabische Emirate: Formel-1-Pilot Nico Rosberg (DEU) geht mit leichtem Punktvorsprung vor Lewis Hamilton (GBR), beide im Mercedes F1 W07 Hybrid, ins letzte Rennen der Weltmeisterschaft 2016 und kommt hinter diesem als Zweiter ins Ziel. Nico Rosberg ist damit dritter Weltmeister der Formel 1 aus Deutschland.[136]
- Augsburg/Deutschland: Ermittlungen der Staatsanwaltschaft Augsburg gegen den SPD-Politiker Linus Förster wegen des Verdachts der Verletzung des höchstpersönlichen Lebensbereichs durch Bildaufnahmen und der vorsätzlichen Körperverletzung einer Prostituierten sowie bei ihm sichergestellte Nacktaufnahmen Minderjähriger veranlassen Förster dazu, sein Landtagsmandat niederzulegen.[137]
- Bern/Schweiz: Die Eidgenössische Volksabstimmung zur Volksinitiative «Für den geordneten Ausstieg aus der Atomenergie» zur Stilllegung der fünf Kernkraftwerke des Landes bis spätestens 2029 endet mit einem Nein. Die Laufzeit der Meiler bleibt unbefristet. Die Bevölkerung der Gebiete, in denen sie stehen, votierte mehrheitlich für den Ausstieg.[138]
- Luhanga/DR Kongo: Angehörige der Ethnie Nandi überfallen das von Hutu bewohnte Dorf Luhanga und ermorden mindestens 34 Einwohner. Im Osten des Landes greifen Kämpfer der Nandi Soldaten der kongolesischen Armee an.[139]
- Kasese/Uganda: Spezialkräfte dringen in den Palast des Königs von Rwenzururu Charles Mumbere, genannt der Omusinga, ein. Sie sollen ihn in die ugandische Hauptstadt Kampala überführen. Bei den Gefechten im Palast verlieren mindestens 55 Menschen ihr Leben, davon 41 Angehörige der Königlichen Wache. Aus dem Umfeld des Königs wird gemeldet, dass von den Spezialkräften nicht Mumbere selbst, sondern ein Rebellenkommandant festgesetzt wurde.[140]
- Kinshasa/DR Kongo: Parlaments- und Präsidentschaftswahl wird in den Dezember 2018 verlegt.
- Paris/Frankreich: François Fillon gewinnt die Stichwahl um den Präsidentschaftskandidaten der Républicains gegen Alain Juppé.[141]
- Bonn/Deutschland: Eine Cyberattacke auf DSL-Router führte zum Ausfall von rund einer Million Geräten bei der Deutschen Telekom.[142]

### Montag, 28. November 2016
- Bonn/Deutschland: Ein Hackerangriff auf Router der Deutschen Telekom mittels einer DoS-Attacke führt zeitweise zu 900.000 gestörten Internetanschlüssen. Betroffen sind hauptsächlich Kunden, die DSL-Router der Modelle Speedport W921V und W723V des taiwanesischen Herstellers Arcadyan in Verwendung hatten.[143][144]

### Dienstag, 29. November 2016
- Den Haag/Niederlande: In der Zweiten Kammer der Generalstaaten (Abgeordnetenhaus) stimmen 132 von 150 Abgeordneten für ein Gesetz zum Verbot der Vollverschleierung an öffentlichen Orten wie Regierungsgebäuden, Schulen, Krankenhäusern und in öffentlichen Verkehrsmitteln. Das Gesetz muss nun noch die Erste Kammer der Generalstaaten (Senat) passieren. Ähnliche Verbote gibt es seit 2011 bereits in Belgien und Frankreich.[145]
- La Unión/Kolumbien: Ein Passagierflugzeugs vom Typ Avro RJ85 auf dem LaMia-Flug 2933 vom Flughafen Viru Viru in Bolivien zum Flughafen Rionegro, bei Medellín, zerschellt nahe dem Berg El Gordo im Departamento de Antioquia in Kolumbien. An Bord waren 72 Passagiere und neun Besatzungsmitglieder. Zu den Passagieren zählten 19 Spieler und 26 Funktionäre des brasilianischen Fußballvereins Chapecoense, der in der Finalrunde der Copa Sudamericana gegen den kolumbianischen Verein Atlético Nacional spielen sollte, sowie Journalisten des Fernsehsenders Fox Sports Brasil. Es wird berichtet, dass die Menge des Treibstoffs angesichts der Länge der Flugstrecke nur bei günstigen Umständen ausgereicht hätte.[146]
- Seoul/Südkorea: Präsidentin Park Geun-hye tritt vor die Presse und formuliert ihren Rücktritt mit den Worten: „Ich gebe nun alles auf.“ Vorausgegangen waren Massenproteste gegen Veruntreuung, Korruption und Fahrlässigkeit.[147]

### Mittwoch, 30. November 2016

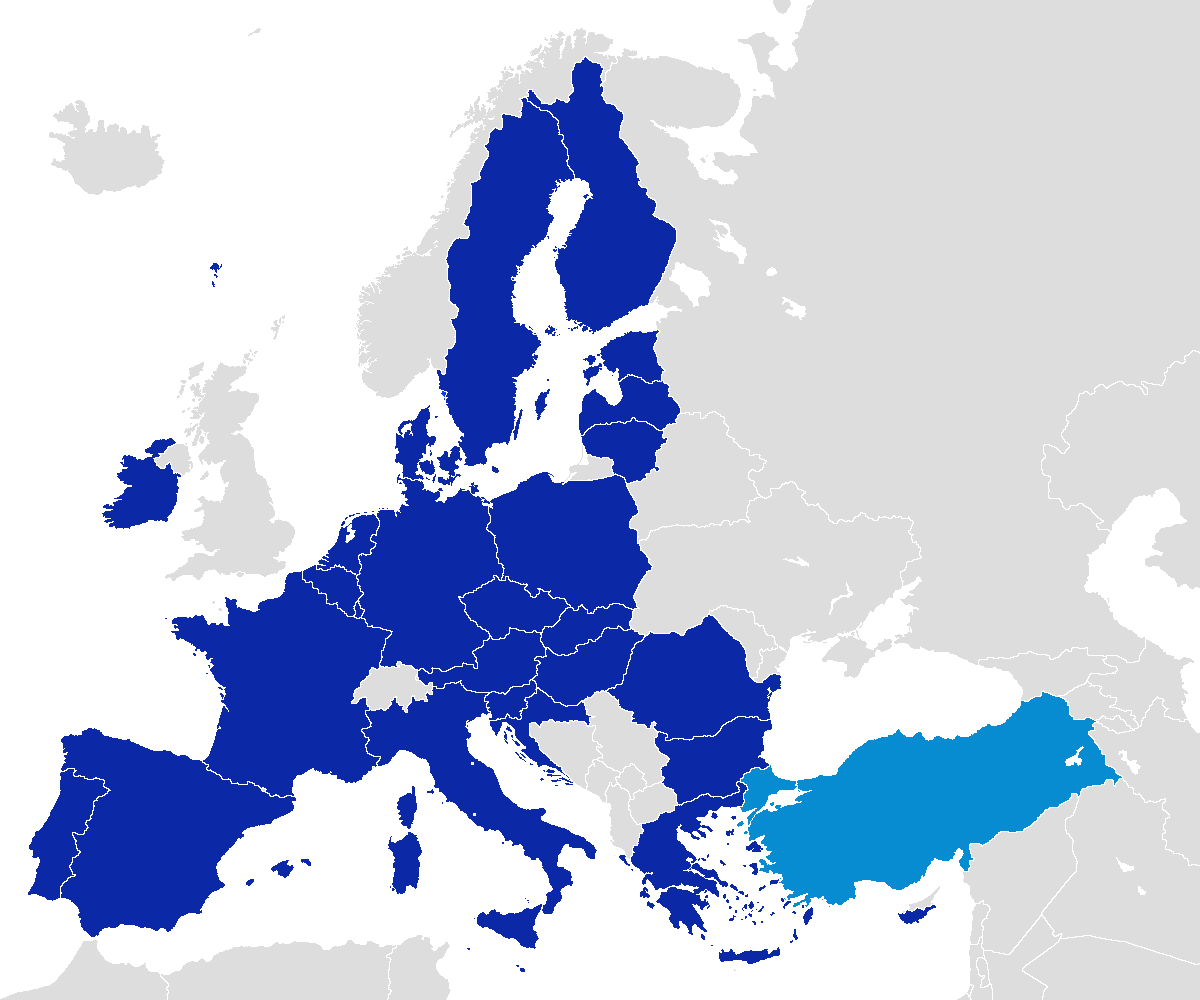
Blau: EU-Staaten (Stand 2016), türkis: Türkei

- Addis Abeba/Äthiopien: Der Zwischenstaatliche Ausschuss zum Immateriellen Kulturerbe der UNESCO nimmt Idee und Praxis der Genossenschaft als ersten deutschen Beitrag in die Repräsentative Liste des Immateriellen Kulturerbes auf.[148]
- Berlin/Deutschland: Die Beitrittsverhandlungen der Türkei mit der Europäischen Union (EU) sind vorerst gescheitert. Nach offener Ablehnung weiterer Verhandlungen durch das Europäische Parlament erklärt die deutsche Bundeskanzlerin Angela Merkel, dass keine neuen Kapitel eröffnet würden. Seit über zehn Jahren gibt es zumeist verdeckte Vorbehalte am Ziel einer türkischen Vollmitgliedschaft in der EU und die Diskussion um eine alternative „Privilegierte Partnerschaft“. Auch in Meinungsumfragen überwog eine ablehnende Haltung zur Vollmitgliedschaft.
- Hamburg/Deutschland: Die Charta der Digitalen Grundrechte der Europäischen Union wird veröffentlicht. Es handelt sich um eine Übersetzung der in den Gesetzestexten der Europäischen Union garantierten Grundrechte zum Thema Digitalisierung in eine allgemein besser verständliche Sprache und die Auslegung der Rechte. Nachdrücklich beziehen die Verfasser, die der Initiative der Zeit-Stiftung gefolgt sind, Positionen zum Leben in der Digitalen Welt als Beitrag zur Orientierung bei der zukünftigen Gesetzgebung.[149]
- Michigan/Vereinigte Staaten: Jill Stein (Green Party) reicht 22 Tage nach dem Sieg der Republikanischen Partei bei der landesweiten Wahl des 45. US-Präsidenten, mit Donald Trump als Wahlsieger, einen Antrag auf Neuauszählung (per Hand) der in Michigan abgegebenen Stimmen  ein. Eine Neuauszählung der Stimmen ist auch in Wisconsin, Nevada und Pennsylvania ein Thema. Für Wisconsin wurde die Neuauszählung schon beschlossen. In Pennsylvania wurde der Antrag auf Neuauszählung zu spät eingereicht, aber es stehen noch Rechtswege offen. In Nevada werden zunächst fünf Wahlbezirke neu ausgezählt.[150]
- New York/Vereinigte Staaten: Magnus Carlsen aus Norwegen verteidigt nach zwölf regulären Partien seinen Titel als Schachweltmeister mit einem Sieg im zweiten Tie-Break-Match gegen Sergei Alexandrowitsch Karjakin (ROS).[151]